# Pinacoteca Rivero
La Pinacoteca Rivero, conocida también como Pinacoteca de Bodegas Tradición, es una selección de obras españolas de la Colección Joaquín Rivero Archivado el 3 de abril de 2010 en Wayback Machine. que se expone de forma permanente en las Bodegas Rincón Malillo, dentro de las Bodegas Tradición, de Jerez de la Frontera (Andalucía, España).
La Pinacoteca Rivero se ubica cerca del Palacio Riquelme, el Museo Arqueológico de Jerez, la Plaza del Mercado y la Iglesia de San Mateo, en Jerez de la Frontera. La creación, desarrollo, ampliación y promoción de la pinacoteca forman parte de la rehabilitación integral del Casco Histórico de Jerez.
Está considerada la colección privada más importante de Andalucía y de las más relevantes actualmente en España.

Cuenta con más 300 cuadros pertenecientes a artistas como Zurbarán, El Greco, Goya, Velázquez, Hiepes, Labrador, Valdés Leal, Maella, Lucas Velázquez, Madrazo, Eugenio Lucas Villaamil, Carlos de Haes y otros, abarcando de los siglos XV al XIX.

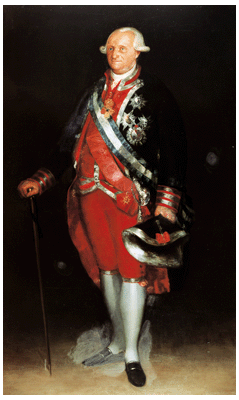
Carlos IV, en un retrato de Goya, Pinacoteca Rivero, Jerez de la Frontera.

## Origen
La colección Joaquín Rivero nació en los años 80, a raíz de las adquisiciones realizadas por la familia Rivero.
En 1998 se inauguraron las instalaciones de las Bodegas Tradición, siendo oficialmente en mayo de 2006 cuando la pinacoteca se ubicó definitivamente en dichas bodegas.
En agosto de 2005, Joaquín Rivero, entonces presidente de Metrovacesa, había escogido a Jerez de la Frontera como sede permanente de su pinacoteca.
En 2008 se abrieron negociaciones con el Ayuntamiento sobre las Bodegas Rincón Malillo, de forma que la Pinacoteca Rivero se ampliase a las nuevas bodegas. Ubicado en el barrio de San Mateo, la proyección de la Pinacoteca se encuentra dentro del plan urbanístico de rehabilitación integral del Casco Histórico de Jerez.
Además de la exposición de cuadros, la Pinacoteca Rivero desarrolla de forma paralela otras actividades tales como talleres de grabado, de pintura, restauración, creación de una biblioteca y archivo con documento del siglo XIV y ciclos de conferencias técnicas e históricas.

## Obras destacadas

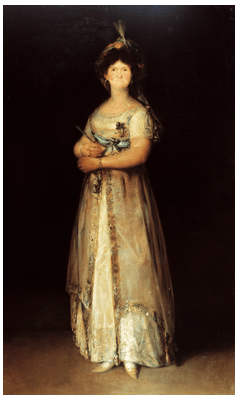
Reina María Luisa.

La Pinacoteca Rivero reúne movimientos artísticos como el gótico, renacimiento tardío, el influjo italiano, naturalismo, barroco y pinturas de Goya. Dentro de la pintura moderna, abarca el romanticismo, paisajismo, eclecticismo y costumbrismo.
- El Almuerzo, de Diego Velázquez.  (enlace roto disponible en Internet Archive; véase el historial, la primera versión y la última).
- San Francisco de Asís del Greco.
- La Presentación del Niño en el Templo, de Francisco de Goya.
- Retrato de San Ignacio de Loyola, de Francisco de Goya.
- Retrato de San Francisco Javier de Francisco de Goya.
- Las Uvas, de Juan Fernández El Labrador.
- La Anunciación, de Antonio de Pereda.